# Lucjan Szenwald

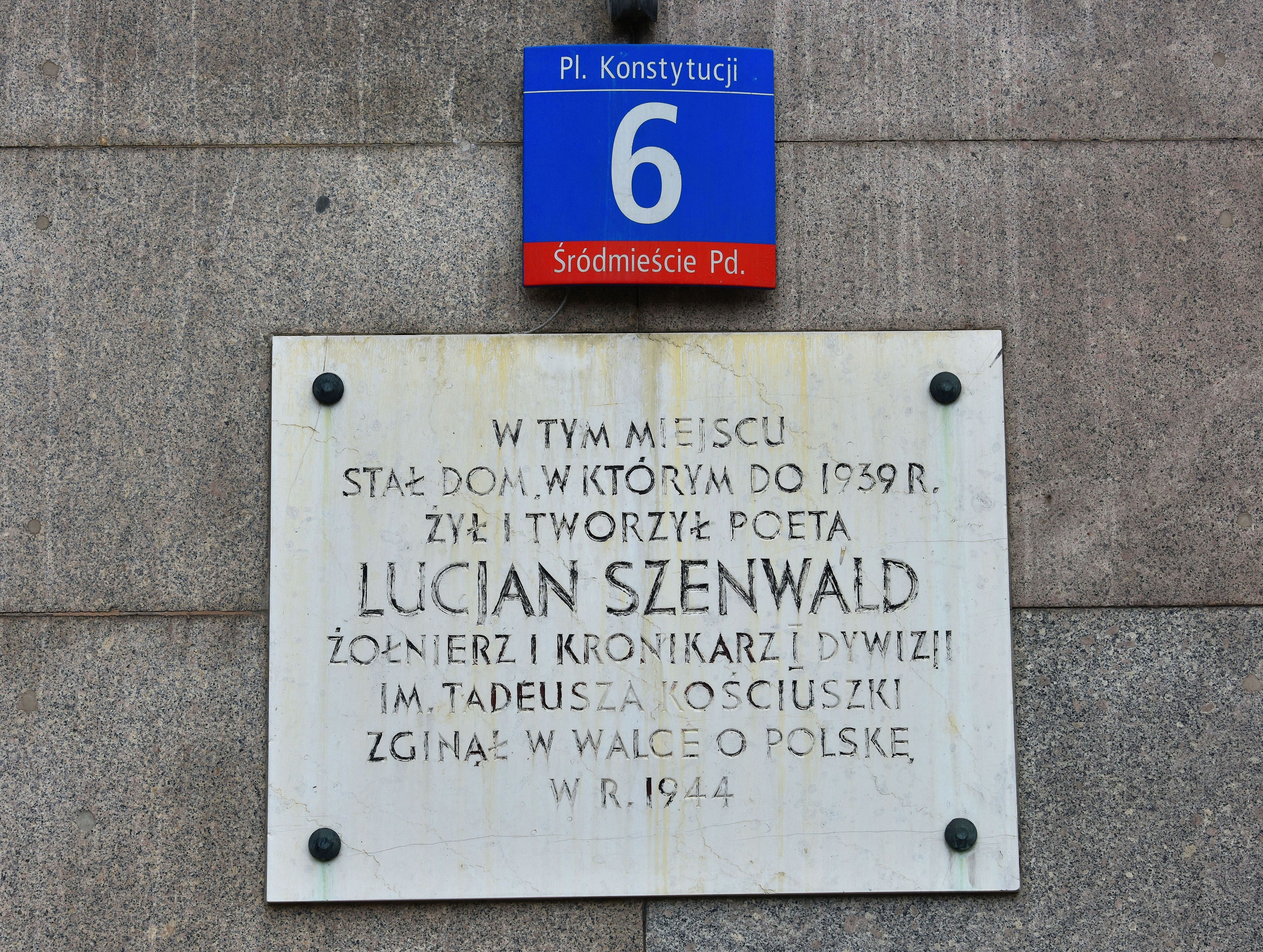
Tablica upamiętniająca Lucjana Szenwalda na budynku przy placu Konstytucji 6 w Warszawie

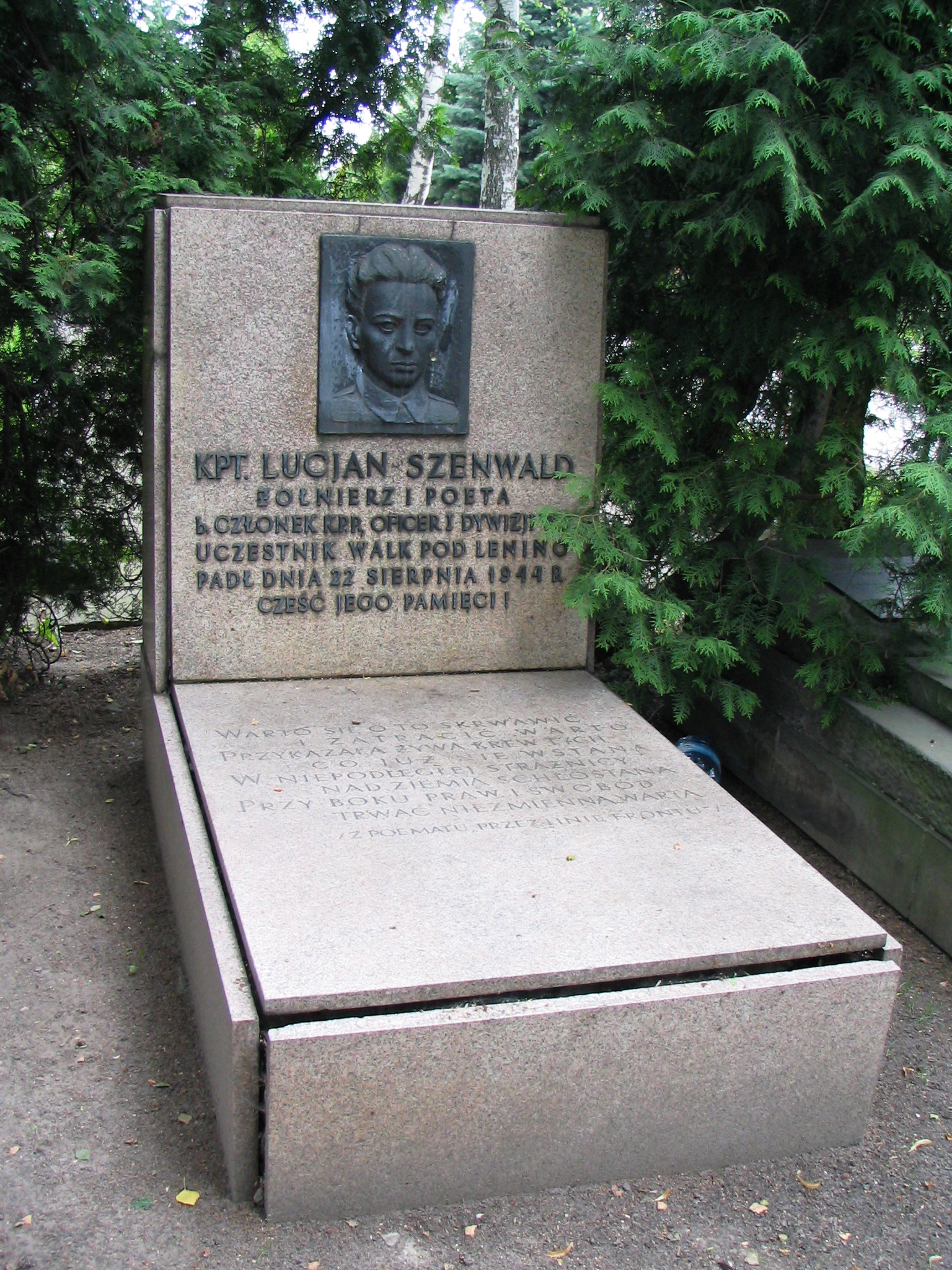
Grób na cmentarzu Wojskowym na Powązkach w Warszawie

Lucjan Szenwald (ur. 13 marca 1909 w Warszawie, zm. 22 sierpnia 1944 pod Kurowem) – polski poeta, żołnierz, działacz komunistyczny.

## Życiorys
Urodził się w rodzinie inteligenckiej, przesiąkniętej kultem sztuki. Uczęszczał do I Gimnazjum w Warszawie przy ul. Żurawiej 49. Debiutował w  1925 roku w Skamandrze wierszami Infekcja i Garnek. Wcześniej młody poeta publikował w szkolnych czasopismach. Zamieszczał tam swoje wiersze, przekłady i artykuły. Już jako uczeń gimnazjum wykazywał lingwistyczne zainteresowania: w wieku szkolnym podjął się tłumaczenia Williama Szekspira, Percy’ego Bysshego Shelleya, Władimira Majakowskiego.
Po zdaniu matury w 1926 roku, Szenwald rozpoczął studia na Filologii Klasycznej pod kierunkiem prof. Tadeusza Zielińskiego, któremu później poświęcił jeden ze swoich wierszy Ku czci filologa. W czasie studiów poznał późniejszych członków grupy Kwadryga, którą później współtworzył od 1927 roku: Stanisława Ryszarda Dobrowolskiego, Mieczysława Bibrowskiego, Stefana Flukowskiego, Władysława Sebyłę, Stanisława Ciesielczuka, Włodzimierza Słobodnika, Konstantego Ildefonsa Gałczyńskiego i Aleksandra Maliszewskiego. W drugim numerze czasopisma wydawaną przez tę grupę, o tym samym tytule, Szenwald opublikował artykuł programowy całej grupy O śmierci. Po upadku pisma w 1931 roku Szenwald nawiązał współpracę z lewicą komunistyczną. W 1932 wstąpił do KPP. Dwa lata później zaczyna publikować agitacyjne wiersze, zostaje redaktorem Na Przełaj. Teksty podpisuje pseudonimami: Adam Greczan, Max i Marian Wohl. W 1935 roku powstaje jego najobszerniejszy utwór Scena przy strumieniu.
Następny okres w życiu poety przypada na lata 1937–1939 i wiąże się z twórczością dramaturgiczną: Krzysztof Kolumb na morzu Sargassowym, Ptaki i gady; pierwszy utwór był emitowany jako słuchowisko. Ogromna część utworów z tego okresu nie zachowała się.
Po wybuchu II wojny światowej udał się do Kowla, a następnie w grudniu 1939 wyjechał do Lwowa, gdzie znalazł pracę w polskiej redakcji radia dziecięcego. We Lwowie pisał zaginiony później dramat o Jarosławie Dąbrowskim, poemat o Mikołaju Koperniku, tłumaczył też utwory Michaiła Tyczyny, Maksyma Rylskiego i Aleksandra Puszkina, które również się nie zachowały. W tym okresie poeta złożył podanie z prośbą o przyjęcie do Wszechzwiązkowej Komunistycznej Partii (bolszewików). W czerwcu brał udział w manewrach oddziału Armii Czerwonej. Do 1943 przebywał na Syberii, gdzie powstał jego wiersz Pożegnanie Syberii. Od 1943 prowadził kroniki 1 Dywizji Piechoty im. T. Kościuszki. Był uczestnikiem bitwy pod Lenino z 12–13 października 1943. Poetyckim upamiętnieniem udziału w tej bitwie jest Ballada o pierwszym batalionie, napisana w tym samym miesiącu i dotycząca 1 pułku piechoty (w jej tekście dwie zwrotki poświęcił dowódcy batalionu, poległemu wówczas mjr. Bronisławowi Lachowiczowi).
W 1944 roku po awansie do stopnia kapitana Szenwald dostał rozkaz podjęcia pracy w szkole Oficerów Polityczno-Wychowawczych. W tym samym roku zmarł w wyniku obrażeń odniesionych w wypadku pod Kurowem 22 sierpnia 1944 roku. Został pochowany w Alei Zasłużonych na cmentarzu Wojskowym na Powązkach (kwatera A28-tuje-3).

## Twórczość
W poematach i wierszach nawiązywał do tradycji klasycznej i romantycznej; dokonywał także przekładów z literatury angielskiej i rosyjskiej. Autor tekstu znanej do dziś piosenki Niech żyje wojna, śpiewanej po wojnie m.in. przez Stanisława Grzesiuka i Macieja Maleńczuka, a także wiersza z frontu Ballada o pierwszym batalionie. Utwór Niech żyje wojna znalazł się także na płycie Luksus, śpiewany przez Muńka Staszczyka z zespołu Szwagierkolaska.

## Upamiętnienia
- Inowrocław: Szkoła Podstawowa nr 14 im Lucjana Szenwalda (od 1963r do 2002r, potem gimnazjum nr 4 im Zygmunta Wilkońskiego)
- Bydgoszcz: IV Liceum Ogólnokształcące (od 1963, upamiętnienie nieistniejące, w 1997 nowym patronem został król Kazimierz III Wielki)[13]
- Dąbrowa Górnicza: III Liceum Ogólnokształcące (upamiętnienie nieistniejące, nowym patronem został Wladysław Anders
- Gdańsk: Szkoła Podstawowa nr 68 (upamiętnienie nieistniejące, zlikwidowana w 2000)[14], ul. Gwiazdowskiego nosiła nazwę Szenwalda
- Gdynia: ulica (upamiętnienie nieistniejące, w 1991 nowym jej patronem został bp Konstantyn Dominik)[15]
- Grudziądz: ulica (upamiętnienie nieistniejące, w 2018 nowym jej patronem został Czesław Szachnitowski)[16]
- Kalisz: ulica (osiedle Majków, upamiętnienie nieistniejące, w 2017 nowym jej patronem został Cyprian Kamil Norwid)[17][18]
- Katowice: ulica (upamiętnienie nieistniejące, w 2017 nowym jej patronem został Bolesław Prus)[19]
- Kędzierzyn-Koźle: ulica (upamiętnienie nieistniejące, w 2017 nazwę zmieniono na Koszarową)[20]
- Kluczbork: ulica (upamiętnienie nieistniejące, w 2017 nowym jej patronem został Bolesław Prus)[21]
- Kraków: ulica (upamiętnienie nieistniejące, w 2017 nowym jej patronem został Stefan Janus)[22]
- Lędziny: ulica (upamiętnienie nieistniejące, w 2017 nazwę zmieniono na Lipową)[23]
- Łańcut: ulica (upamiętnienie nieistniejące, w 2017 nazwę zmieniono na Zieloną)[24]
- Łódź: ulica (upamiętnienie nieistniejące, w 2018 nowym jej patronem został Mieczysław Hertz)[25]
- Mielec: ulica (upamiętnienie nieistniejące, w 2017 nowym jej patronem został mjr Walerian Tumanowicz)[26]
- Poznań: ulica (upamiętnienie nieistniejące, w 2017 nowym jej patronem został Kazimierz Wasela)[27]
- Radom: Szkoła Podstawowa nr 34 (upamiętnienie nieistniejące, brak informacji o patronie na stronie PSP 34)[28]
- Szczecin: ulica (upamiętnienie nieistniejące, w 2017 nowym jej patronem został Jerzy Zimowski)[29]
- Tarnów ulica (upamiętnienie nieistniejące, w 2017 nowym jej patronem została św. Faustyna Kowalska)[30]
- Warszawa: tablica pamiątkowa od pierwszej połowy lat 50. XX wieku, na budynku przy placu Konstytucji 6[31]
- Wrocław: ulica (upamiętnienie nieistniejące, w 1992 nowym jej patronem został płk Józef Beck)[32]
- statek handlowy MS Lucjan Szenwald, zezłomowany w latach 1998–2002[33]

## Dzieła
- Kuchnia mojej matki  1931
- Scena przy strumieniu 1936